# Czasownik nieprzechodni
Czasownik nieprzechodni – czasownik, który nie może mieć dopełnienia bliższego, i w związku z tym nie tworzy strony biernej. Czasowniki nieprzechodnie wyrażają stan (inakuzatywne), np. stać, iść.